# Tunes of Wacken - Live
 (janvier 2021).
Si vous disposez d'ouvrages ou d'articles de référence ou si vous connaissez des sites web de qualité traitant du thème abordé ici, merci de compléter l'article en donnant les références utiles à sa vérifiabilité et en les liant à la section « Notes et références ».
Albums de Grave Digger
The Grave Digger Rheingold
Tunes of Wacken - Live est le premier en public du groupe de thrash metal allemand Grave Digger. Sorti en 2002, il a été capté en 2001 au festival Wacken Open Air. Malgré tout, il ne contient aucun titre extrait de l'album The Grave Digger, sorti pourtant en 2001.

## Composition du groupe
Chris Boltendhal = chant
Manni Schmidt = guitare
Jens Becker = basse
H.P. Katzenburg = claviers
Stefan Arnold = batterie

## Liste des chansons
1. Intro - 2:19
2. Scotland United - 4:46
3. The Dark Of The Sun - 4:26
4. The Reaper - 4:36
5. The Roundtable - 4:18
6. Excalibur - 5:28
7. Circle Of Witches - 6:13
8. The Ballad Of Mary (Queen Of Scots) - 5:27
9. Lionheart - 5:07
10. Morgane Le Fay - 5:08
11. Knights Of The Cross - 5:12
12. Rebellion (The Clans are Marchin') - 4:39
13. Heavy Metal Breakdown - 7:34